# 海音寺
海音寺（かいおんじ）は、愛知県常滑市大野町3丁目11にある臨済宗妙心寺派の寺院。山号は福聚山。本尊は釈迦如来坐像。元應2年（1320年）創建。四国直伝弘法八十八ヶ所霊場第74番札所。
伊勢湾に面する大野海水浴場のすぐ南に位置し、寺号の通り打ち寄せる波の音が境内まで聞こえる。

## 歴史
元應2年（1320年）、京都・相国寺の雪庭玄白禅師（和尚）によって嶺南山海国寺（かいこくじ）として創建された。自身の師匠である雪林友梅禅師を開山に据え、自身は2代目住職という扱いで入寺した。7代までは相国寺（臨済宗相国寺派）の末寺だった。
天正11年（1583年）には織田信長の三男である織田信孝が野間の安養院で自害したが、信孝の葬儀は海音寺で営まれたとされ、海音寺は信孝の位牌を有する。
明暦3年（1657年）、8代が本堂を建立。臨済宗妙心寺派に転派し、名称を福聚山海音寺（かいおんじ）に改めた。
天保10年（1839年）には現在の本堂が建立された。
1925年（大正14年）には四国直伝弘法八十八ヶ所霊場（直伝弘法さん）が開設され、海音寺は第74番札所に選ばれた。知多半島のもう一つの弘法信仰である知多四国霊場とは異なる。

## 文化財

### 常滑市指定文化財
- 「銅製鰐口」 - 1601年。

## 現地情報

### 所在地
- 479-0866：愛知県常滑市大野町3丁目11

### アクセス
- 名鉄常滑線 大野町駅から徒歩。